# Zlatá sopka
Zlatá sopka (1906, Le volcan d'or) je méně známý dobrodružný román francouzského spisovatele Julesa Verna z cyklu Podivuhodné cesty (Les Voyages extraordinaires), který byl vydán až posmrtně. Jules Verne text rozepsal na přelomu let 1899-1900 a pracoval na něm ještě roku 1902, k tisku jej však již připravil jeho syn Michel.
Jde o první svazek Podivuhodných cest, který není zcela dílem Julese Verna. Do předcházejícího svazku cyklu, románu Maják na konci světa, provedl sice autorův syn Michel také určité změny, ale ty nebyly podle některých názorů nijak zásadní. To se však nedá říct o Michelových úpravách knihy Zlatá sopka. K dvaceti osmi původním kapitolám připsal Michel další čtyři, dále připsal nové postavy a pozměnil zejména závěr románu, který je ještě šťastnější než ten, který vymyslel Jules Verne.
Román je jedním ze tří Vernových děl, které se odehrávají v Kanadě (dalšími jsou Bezejmenná rodina a Země kožešin).

## Obsah románu
Kniha vypráví příběh dvou mladíků, Summy Skima a jeho bratrance Bena Raddleho, kteří na Klondike (území v severozápadní Kanadě v provincii Yukon) zdědili po svém strýci Josiasovi Lacoteovi zlatokopecký claim, ležící na Miles Creek zhruba 80 kilometrů od Dawson City. Přestože jsou finančně zajištěni, oba se rozhodnou, že si své dědictví pojedou prohlédnout a přitom zkusí zlatokopecké štěstí. To jim však nepřeje a mladíci téměř žádné zlato nenaleznou. Navíc mají časté problémy se svými sousedy, kteří jsou ve většině případů bandou rváčů. Nakonec je jejich claim zatopen rozvodněnou řekou, takže hledání zlata ukončí. Tu se však dozví od jednoho umírajícího zlatokopa, že při ústí řeky Mackenzie do Beaufortova moře leží sopka, jejíž celý vnitřek je téměř pokryt zlatem. Bratranci zorganizují výpravu a zlatou sopku skutečně naleznou. Přesto jim opět štěstí nepřeje. Nejenom že jsou pronásledováni bandity, ale při snaze prolomit náloží stěnu sopky, dojde kvůli průniku mořské vody k výbuchu a sopka je rozmetána do moře. Z celého bohatství zůstane jen jediný balvan zlata. I ten má obrovskou cenu a získá jej pro sebe Ben Raddle, takže oba bratranci nakonec přece jen neodejdou s prázdnou.
V Michelově „happyendu“ pak dojde ještě ke svatbám. Michel Verne totiž do příběhu připsal dvě atraktivní sestřenice Jane a Edith Edgertonovy, se kterými se oba mladíci seznámí během cesty na svůj claim a na konci knihy se s nimi ožení. Výbuch sopky navíc způsobí zemětřesení, které odvodní zatopený claim, ten se stane opět výnosným a znásobí bohatství bratranců.

## Ilustrace
Knihu Zlatá sopka ilustroval George Roux.

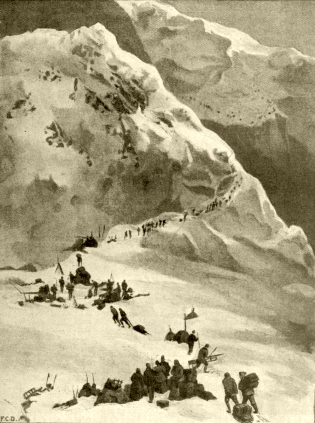
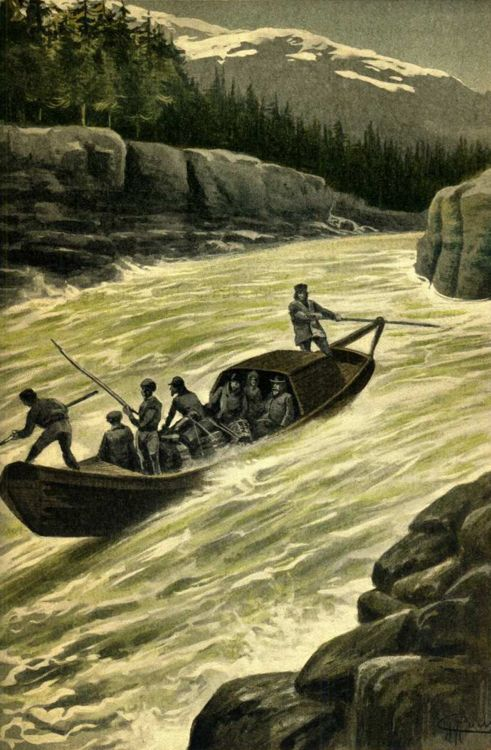
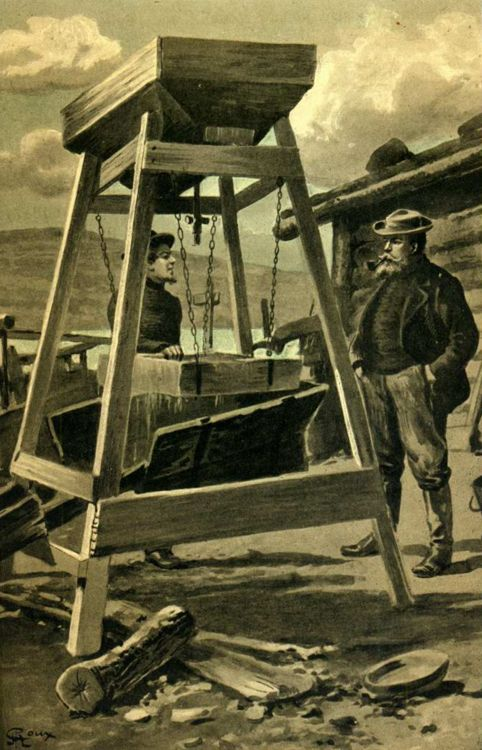
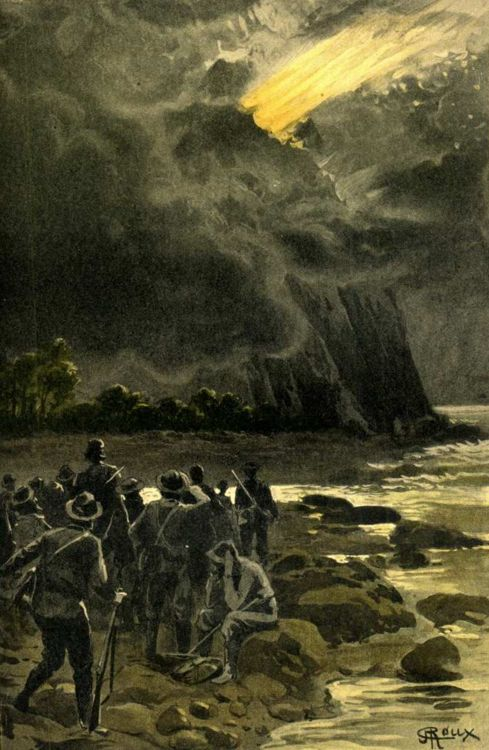
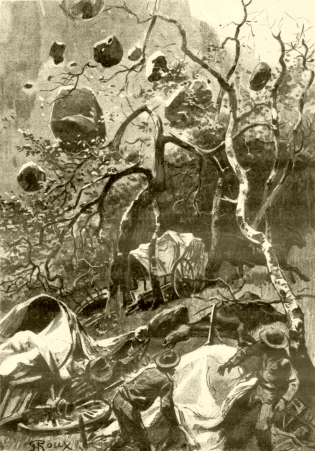

## Česká vydání
- Zlatá sopka, Josef R. Vilímek, Praha 1908, přeložil Lubomír Petr,
- Zlatá sopka, Eduard Beaufort, Praha 1910, přeložil Vítězslav Unzeitig,
- Zlatá sopka, Josef R. Vilímek, Praha 1926, přeložil Lubomír Petr, znovu 1935.
- Zlatá sopka, Hanácké nakladatelství, Vyškov 1992,
- Zlatá sopka, Mustang, Plzeň 1994,
- Zlatá sopka, Návrat, Brno 1998, přeložil Lubomír Petr, znovu 2009.
- Zlatá Sopka, Omega Praha 2020